# Sjeveroistočni aramejski jezici
Sjeveroistočni aramejski jezici, jedna od dviju podskupina centralnih istočnoaramejskih jezika koji se danas govore na području Izraela, Iraka i Gruzije. Predstavnici su (12): 
- aramejski talmudski ili židovski babilonsk iaramejski, babilonski talmudski aramejski [tmr],
- bijil ili barzani židovski novoaramejski, barzan, shahe, bijil [bjf], 20 (2004 H. Mutzafi). Izrael.
- bohtan novoaramejski [bhn], 1.000 u Gruziji (1999 S. Fox); Rusija
- hulaulá ili ’aramit, galiglu, hula hula, jabali, judeoaramejski, kurdit, lishana axni, lishana noshan [huy], 10.000 u Israelu (1999 H. Mutzafi); SAD
- hértevin [hrt], 1.000 (1999 H. Mutzafi). Azijsk idio Turske.
- kildani ili novokaldejski, kaldejski (chaldean), fallani, fellihi, kaldaya, lishana kaldaya, suvremeni kaldejski, neokaldejski, soorath, soorith, suras, sureth [cld], 216,000. Irak i druge zemlje.
- koy sanjaq surat ili koi sanjaq soorit, koi-sanjaq sooret, koy sanjaq sooret, koy sanjaq soorit [kqd],
- lishán didán ili galihalu, lakhlokhi, lishanán, lishanid nash didán, persian azerbaijan jewish aramaic [trg], 4,450.
- lishana aturaya ili Asirski novoaramejski, ajsorski (aisorski), assyrian, assyrianci, assyriski, novosirjački (neo-syriac), sooreth, suret, sureth, suryaya swadaya [aii], 219.330 u Irak, Armenija, Gruzija, Sirija.
- lishana deni ili [lsd], 7.500 (1999 H. Mutzafi).
- Lishanid Noshan ili lishana didán, galigalu, hula’ula, hulani, jbeli, kurdit [aij], 	2.250 (1994 H. Mutzafi).
- senaya ili kršćanski neoaramejski, lshan sray, senaaya, shan gyanan, shan sray, soray, sray [syn], 460. Iran.

## Vanjske poveznice
- Ethnologue (14th)
- Ethnologue (15th)